# Google Contacts
Google Contactsは、Googleの連絡先管理ツールで同じGoogleの無料電子メールサービスであるGmailの一部としてもしくは単独サービスとして利用可能で、Googleのビジネス向けウェブアプリケーションスイートであるGoogle Appsの一部である。

## 機能
2010年8月10日、Google Contactsがアップデートされ、以下の機能が追加された。
- キーボードショートカット
- ラストネームのソート
- カスタムラベル
- 巻き戻し
- 自動セーブ
- 構造化ネームフィールド
- より卓越したメモフィールド

Google Contacts 公式サイトでは旧バージョンのユーザーインターフェースがまだダウンロード可能である。
サードパーティ製ソフトウェアを通したPC用アプリケーション(Microsoft Outlook)やGoogleのGoogle Sync appと携帯端末やOS（Android、Symbian、iOS、BlackBerry、Palm、Pocket PC)、Windows Phoneとの同期が可能であり、加えてマイクロソフトのActiveSyncを使って同期できるシステムもGoogle Contactsで同期できる。またMicrosoft® Exchange ActiveSync®プロトコルやSyncML標準に対応している携帯端末にも対応している。そしてGoogleのオープンソースモバイルオペレーティングシステムであるAndroidでもGoogle Contactsはビルトインサポートされている。
写真に関しては96x96ピクセルまでの低解像度にしか対応していない。